# 普列希夫卡
51°4′5″N 28°37′39″E / 51.06806°N 28.62750°E
普列希夫卡（烏克蘭語：Плещівка），是烏克蘭的村落，位於該國北部日托米爾州，由科羅斯堅區負責管轄，始建於1928年，面積0.4平方公里，海拔高度172米，2001年人口99，人口密度每平方公里248.74人。